# فریدون قوانلو
فریدون قوانلو (زاده ۱۳۱۲ - درگذشته ۱۲ خرداد ۱۳۷۵) فیلم‌بردار، تدوین‌گر و بازیگر اهل ایران بوده‌است.

## بازیگر
- ملخ‌زدگان (۱۳۷۸)
- دسیسه (۱۳۳۳)

## کارگردان
- پول حلال (۱۳۳۹)

## تهیه‌کننده
- یکی بود یکی نبود (۱۳۳۸)

## مدیر فیلم‌برداری
- پایگاه جهنمی (۱۳۶۳)
- پرونده (۱۳۶۲)
- ملخ زدگان (۱۳۶۲)
- آقای هیروگلیف (۱۳۵۹)
- گفت هرسه نفرشان (۱۳۵۹)
- زنده باد … (۱۳۵۸)
- گاو (۱۳۴۸)

## فیلمبردار
- تفنگدار (۱۳۶۲)
- سند زنده (۱۳۵۹)
- باغ سنگی (۱۳۵۵)
- با معرفت‌ها (۱۳۴۲)
- دخترها اینطور دوست دارند (۱۳۴۱)
- انسان پرنده (۱۳۴۰)
- خانم عوضی گرفتین (۱۳۴۰)
- بیم و امید (۱۳۳۹)
- پول حلال (۱۳۳۹)
- دختری از اصفهان (۱۳۳۹)
- فرشته فراری (۱۳۳۹)
- ماجرای پروین (۱۳۳۹)
- آقای شانس (۱۳۳۸)
- بازی عشق (۱۳۳۸)
- یکی بود یکی نبود (۱۳۳۸)

## تدوین
- دخترها اینطور دوست دارند (۱۳۴۱)
- یکی بود یکی نبود (۱۳۳۸)
- شب‌های تهران (۱۳۳۲)
- غفلت (۱۳۳۲)